# 日鉄精密加工
日鉄精密加工株式会社（にってつせいみつかこう）は、大阪府柏原市にある機械部加工メーカーである。

## 概要
油井管継手などの加工と金属および材料の精密機械加工等を行っている。日本製鉄の子会社でもある。

## 沿革
- 1944年（昭和19年）- 住友金属工業の伸銅所支所として創業。
- 1945年（昭和20年）- 株式会社柏原機械製作所として設立。
- 1952年（昭和27年）- 油井管継手の生産を開始。
- 1953年（昭和28年）- 内燃機用ピストンと航空機用金属製プロペラの生産および航空機部品の生産を開始
- 1954年（昭和29年）- ゲージおよび粉末合金用金型類の生産を開始。
- 1957年（昭和32年）- コールドピルガーミル用ロールダイスの生産を開始。
- 1962年（昭和37年）- 液体酸素用高圧ポンプの製造を開始。
- 1971年（昭和46年）- 海底中継器部品の生産を開始。
- 1977年（昭和52年）- 半導体製造装置の製作を開始。
- 1981年（昭和56年）- メカトロニクス、自動制御付産業機械の製作、販売を開始。
- 1983年（昭和58年）- 半導体製造装置の製造を開始
- 1986年（昭和61年）- 新素材（エンジニアリングセラミック・FRP・ジルカロイ管）の精密機械加工を開始。
- 1988年（昭和63年）- 各種試験検査装置の製作を開始。
- 1989年（平成元年）- ニューウインゴー社を設立。
- 2002年（平成14年）- サーボロボ･ジャパン株式会社の株式を取得。
- 2003年（平成15年）-  KNプラッツを設立。
- 2004年（平成16年）-  先端研磨センターを開設、熱硬化性樹脂複合材料精密加工の事業を開始。
- 2005年（平成17年）-  ナノフラットメタル/メタルウエハー（ナノフラTM）の精密加工の事業を開始。 極薄メタルの精密研磨技術で第2回日経ものづくり大賞を受賞。
- 2006年（平成18年）- 株式会社住友金属ファインテックに商号変更。
- 2012年（平成24年）- 日鉄住金ファインテック株式会社に商号変更。
- 2015年（平成27年）- 産業機械事業から撤退。
- 2016年（平成27年）- 同じく新日鐵住金子会社の日本チューブラープロダクツ株式会社を吸収合併し、日鉄住金精密加工株式会社に商号変更[1]。
- 2019年（平成31年）4月1日 - 親会社である新日鐵住金の日本製鉄への商号変更に伴い、日鉄精密加工株式会社に商号変更[2]。

## 主要事業所
- 本社 - 大阪府柏原市河原町1番22号
- 中津製造所 - 大分県中津市大字東浜332番地